# مونيكا بيتنكورت دياز
مونيكا بيتنكورت دياز (المولودة في عام 1974)، عالمة كيمياء حيوية وبيولوجيا خلوية برتغالية تشغل اليوم قيادة مجموعة تنظيم الدورة الخلوية البحثية في معهد غولبينكيان للعلوم. تتضمن مجالات دراستها تنظيم دورة حياة الخلية؛ الأمر الذي تقلدت بسببه عدة جوائز منها جائزة بفايزر للأبحاث العلمية الأساسية، وجائزة كيث بوتر المقدمة من الجمعية الأميركية لبيولوجيا الخلية، وجائزة إبيندورف الأوروبية للباحثين الشباب، كما اختيرت في عام 2009 كزميلة باحثة شابة في المنظمة الأوروبية لبيولوجيا الخلية EMBO، وأصبحت عضوًا في المنظمة عام 2015. حصلت مونيكا بيتنكورت دياز على منصب إدارة معهد غولبينكيان العلمي في تشرين الثاني/ نوفمبر عام 2017.

## السيرة الذاتية
ولدت مونيكا بيتنكورت دياز باسم مونيكا بيتنكورت كارفايو في عام 1974، ونشأت في مدينة لشبونة البرتغالية. كان حلمها أن تصبح عالمة فيزياء فلكية عندما كانت صغيرة في السن.
بدأت دراستها الجامعية في مجال الكيمياء الحيوية في جامعة لشبونة، وبعد إكمال شهادتها الجامعية بدأت ببرنامج دراسي لشهادة الدكتوراه في معهد غولبينكيان للعلوم في مجال البيولوجيا الخلوية. أكملت الدراسة في كلية لندن الجامعية لتحصل على شهادة الدكتوراه في الكيمياء الحيوية والبيولوجيا الجزيئية عام 2001، تركزت دراساتها وأبحاثها حول إعادة إحياء وتجديد الخلايا القلبية لحيوانات السلمندر.
انتسبت إلى جامعة كامبريدج، وفي الوقت ذاته إلى كلية بيركبيك في لندن لمتابعة أبحاث ما بعد الدكتوراه. ركزت أعمالها بعد الدكتوراه على دراسة إنزيمات الكيناز، وهي نوع من الإنزيمات الضرورية من أجل الاستقلاب ونقل الإشارات بين الخلايا. اكتشفت دياز أن الكيناز PLK4 ينظم عدد الجسيمات المركزية التي يطورها الكائن الحي. كانت دراساتها المزامنة الأخرى حول التواصل العلمي بهدف تحسين الآلية التي يتواصل بها العلماء مع عموم المجتمع.
عادت بيتنكورت بعد إكمال دراساتها إلى البرتغال عام 2006، وافتتحت مختبرًا في معهد غولبينكيان للعلوم من أجل متابعة عملها حول «تشكل المريكز الخلوي، تطوره ودوره في الوظيفة الفيزيولوجية»، نالت في عام 2007 جائزة إبيندورف للباحثين الأوروبيين الشباب، واختيرت في عام 2009 كزميلة باحثة شابة من قبل المنظمة الأوروبية للبيولوجيا الجزيئية EMBO.
تلقت بيتنكورت دياز في عام 2010 منحة من المجلس الأوروبي للبحث العلمي من أجل دراسة اضطرابات عمل المريكزات الخلوية والدور الذي يلعبه اضطراب عددها  أو أخطاء الانقسام الخلوي في تطور الأورام ونموها أو حدوث العقم. حازت أبحاثها على جائزة بفايزر للأبحاث العلمية الأساسية في عام 2012، بالإضافة إلى جائزة كيث بورتر من الجمعية الأميركية لبيولوجيا الخلية في العام ذاته، كتبت عددًا كبيرًا من الأوراق البحثية، وهي الآن تعمل محررة في عدة دوريات علمية. عُيِّنَت بيتنكورت في عام 2015 عضوًا دائمًا في المنظمة الأوروبية للبيولوجيا الجزيئية.
شغلت مونيكا بيتنكورت دياز منصب إدارة معهد غولبينكيان للعلوم منذ الأول من شباط/ فبراير عام 2018 بعد إقرار تعيينها في تشرين الثاني/ نوفمبر عام 2017.

## أعمال مختارة
- مونيكا بيتنكورت دياز – ديفيد إم. غلوفر (2007) «مراجعات Nature، البيولوجيا الجزيئية للخلية». دورية Nature، لندن، إنكلترا: مجموعة Nature للنشر 8 doi:10.1038/nrm2180. PMID 17505520.
- مونيكا بيتنكورت دياز – زيتا كارفايو سانتوس (2008) «الحياة المزدوجة للمريكزات الخلوية: CP110 في بقعة الضوء». دورية Trends in Cell Biology 18 doi:10.1016/j.tcb.2007.11.002. PMID 18068367.
- مونيكا بيتنكورت دياز – ديفيد إم. غلوفر (أيلول سبتمبر 2009) «التكون الحيوي للمريكز الخلوي». دورية Cell 136 doi:10.1016/j.cell.2008.12.035. PMID 19135899.
- مونيكا بيتنكورت دياز – فريدهيلم هيلدبرانت وزملاؤهما (2011) «الجسيمات المركزية والأهداب في الأمراض البشرية». دورية Trends in Genetics 27 doi:10.1016/j.tig.2011.05.004. PMC 3144269.
- مونيكا بيتنكورت دياز (كانون الأول ديسمبر 2013). «أسئلة وأجوبة: من يحتاج إلى الجسيم المركزي؟» دورية BMC Biology 11 doi:10.1186/1741-7007-11-28. PMC 3623764. PMID 23578281.